# جورج هاردی (گرافیست)
جورج هاردی (انگلیسی: George Hardie؛ زادهٔ ۱۹۴۴) یک طراح گرافیک، تصویرگر و استاد هنر انگلیسی است. عمدهٔ شهرت او در زمینهٔ طراحی جلد برای آلبوم‌های موسیقی‌دان‌ها و گروه‌های موسیقی راک، در همکاری با گروه طراحی هنری بریتانیایی، هیپنوسیس است.
هاردی بعد از حضور در کالج سنت مارتین و همچنین کالج سلطنتی هنر در لندن، با Nicholas Thirkell Associates یا همان (NTA Studios) در کنار باب لوری (Bob Lawrie) و بوش هالی‌هد (Bush Hollyhead) و همچنین مالکوم هریسون (Malcom Harrison) همکاری کرد. همچنین با استورم تورجرسن (Storm Thorgerson) و اوبری پاول (Aubrey Powell) از گروه هیپ‌نُسیس. طراحی‌های او شامل طراحی کاور برای اولین آلبوم گروه لدزپلین (Led Zeppelin) به نام لد زپلین (۱۹۶۹)، همچنین آلبوم نیمهٔ تاریک ماه (The Dark side of the moon) از پینک فلوید (Pink Floyd) در سال ۱۹۷۳ و کاش اینجا بودی (Wish you were here) در سال ۱۹۷۵ اشاره کرد. هاردی به عنوان یک طراح | تصویرگر در سطح بین‌المللی فعالیت کرده‌است.
هاردی از سال ۱۹۹۰ به تدریس طراحی گرافیک در دانشکدهٔ هنر دانشگاه برایتون به دانشجویان تحصیلات تکمیلی پرداخت. در سال ۱۹۹۴، هاردی به عضویت انجمن بین‌المللی طراحان گرافیک درآمد. او در سال ۲۰۱۴ اعلام بازنشستگی کرد.